# Miss Terra 2005
Miss Terra 2005, quinta edizione di Miss Terra, si è tenuta presso il UP Theater di Quezon nelle Filippine il 23 ottobre 2005. L'evento è stato presentato da Ariel Ureta e Amanda Griffin e trasmesso da ABS-CBN, Star World e The Filipino Channel. La venezuelana Alexandra Braun Waldeck è stata incoronata Miss Terra 2005.

## Risultati

### Piazzamenti
| Risultato finale | Concorrente |
| ---------------- | --- |
| Miss Terra 2005  | - Venezuela - Alexandra Braun |
| Miss Aria        | - Repubblica Dominicana - Amell Santana |
| Miss Acqua       | - Polonia - Katarzyna Borowicz |
| Miss Fuoco       | - Serbia - Jovana Marjanovic |
| Finaliste        | - Cile - Nataly Chilet - Paraguay - Tania María Vargas - Porto Rico - Vanessa De Roide - Stati Uniti d'America - Amanda Kimmel |
| Semifinaliste    | - Bosnia ed Erzegovina - Sanja Susnja - Corea del Sud - Yoo Hye-Mi - Ecuador - Cristina Eugenia Reyes - El Salvador - Irma Marina Dimas Pineda - Filippine - Genebelle Francisco Raagas - Repubblica Ceca - Zuzana Štěpanovská - Russia - Tatyana Yamova - Tanzania - Rehema Sudi |

Nota: A differenza che in altri concorsi, in Miss Terra non ci sono finaliste. Invece vengono assegnati i titoli di Miss Aria, Miss Acqua e Miss Fuoco, alle tre concorrenti con il punteggio più alto dopo la vincitrice.

### Riconoscimenti speciali
| Riconoscimento        | Concorrente                         |
| --------------------- | ----------------------------------- |
| Miss Photogenic       | Cile - Nataly Chilet                |
| Best National Costume | Corea del Sud - Yoo Hye-Mi          |
| Miss Friendship       | Canada - Katherine McClure          |
| Miss Talent           | Ucraina - Yevgeniya Rudenko         |
| Best in Swimsuit      | Venezuela - Alexandra Braun Waldeck |
| Best in Long Gown     | Porto Rico - Vanessa De Roide       |

## Giudici
- Leo Valdez - Artista internazionale
- Baroness Eva de Koenigswarter - Stilista
- Raquel Argondonia  - Personalità radiofonica
- James Hogan - Presidente di Gulf Air
- Catharina Svensson - Miss Terra 2001
- Noel Lorenzana - Unilever
- Vivienne Tan  - Imprenditore
- Tessa Prieto-Valdes - Stilista
- Eugene Tameses - Hyatt Hotel e Casino Manila
- Rosemarie Arenas - Socialite ed ambientalista

## Concorrenti[4]
- Afghanistan - Sitara Bahrami
- Argentina - Eliana Ocolotobiche
- Australia - Anne-Maree Bowdler
- Bahamas - Nadia Cash
- Belgio - Isabel van Rompaey
- Bolivia - Vanessa Patricia Morón Jarzun
- Bosnia ed Erzegovina - Sanja Susnja
- Brasile - Isabella Chaves
- Cambogia - Mealea Pich
- Camerun - Wonja Ngeah Ginette Martine
- Canada - Katherine McClure
- Cile - Nataly Chilet
- Cina - Li Yi-Jia
- Cina Taipei - Lin Yi-Fan
- Colombia - Lia Patricia Correal Lopera
- Corea del Sud - Yoo Hye-Mi
- Danimarca - Heidi Zadeh
- Ecuador - Cristina Eugenia Reyes Hidalgo
- Egitto - Elham Wagdi
- El Salvador - Irma Marina Dimas Pineda
- Estonia - Anastassija Balak
- Filippine - Genebelle Francisco Raagas
- Finlandia - Rita Aaltolahti
- Francia - Alexandra Uha
- Germania - Rebecca Kunikowski
- Ghana - Faustina Adjao Akoto
- Giamaica - Daisi Pollard
- Giappone - Emi Suzuki
- Haiti - Channa Cius
- Honduras - Ruth María Arita
- Hong Kong - Gu Reu
- India - Niharika Singh
- Indonesia - Jenny Graciella Jevinzky Sutjiono
- Israele - Avivit Meirson
- Kenya - Stella Malis
- Lettonia - Nora Reinholde
- Libano - Chantal Karam
- Macao - Qian Qiong
- Macedonia - Jana Stojanovska
- Malaysia - Jamie Pang Hui Ting
- Martinica - Elle Narayanan
- Mauritius - Loshanee Moodaley
- Messico - Lorena Jaime Hochstrasser
- Mongolia - Sarnai Amar
- Nepal - Shavona Shrestha
- Nicaragua - Sandra Maritza Ríos Hernández
- Nigeria - Ethel Okosuns
- Niue - Ngiar Pearson
- Norvegia - Vibeke Hansen
- Nuova Zelanda - Tiffany Pickford
- Paesi Bassi - Dagmar Saija
- Pakistan - Naomi Zaman
- Panama - Rosemary Isabel Suárez Machazek
- Paraguay - Tania María Domaniczky Vargas
- Perù - Sara María Paredes Valdivia
- Polonia - Katarzyna Weronika Borowicz
- Porto Rico - Vanessa De Roide
- Portogallo - Angela Maria Fonseca Spinola
- Regno Unito - Emma Corten
- Repubblica Ceca - Zuzana Štěpanovská
- Repubblica Dominicana - Amell Santana
- Romania - Adina Dimitru
- Russia - Tatyana Yamova
- Samoa - Josephine Meisake
- Saint Lucia - Hanna Gabrielle Fitz
- Serbia e Montenegro - Jovana Marjanovic
- Singapore - Sim Pei Yee
- Slovacchia - Diana Ondrejickova
- Stati Uniti d'America - Amanda Kimmel
- Sudafrica - Jacqueline Postma
- Svezia - Therese Denitton
- Tahiti - Vaimiti Herlaud
- Tanzania - Rehema Sudi
- Thailandia - Kanokwan Sesthaphongvanich
- Tokelau - Landy Tyrell
- Turks e Caicos - Trina Adams
- Ucraina - Yevgeniya Rudenko
- Venezuela - Alexandra Braun Waldeck
- Vietnam - Dao Thanh Hoai Thi
- Zambia - Cynthia Kanema